# HMS Clyde (N12)
Pour les autres navires du même nom, voir HMS Clyde.
Le HMS Clyde (pennant number : N12) est un sous-marin britannique de classe River. Il fut construit pour la Royal Navy par Vickers-Armstrongs à Barrow-in-Furness et lancé le 15 mars 1934. La construction a été achevée le 12 avril 1935.

## Conception
La classe River était la dernière tentative de l’Amirauté de produire des « sous-marins de la flotte », des sous-marins assez rapides pour opérer dans le cadre d’une flotte, ce qui signifiait à l’époque être capable de naviguer autour de 20 nœuds (37 km/h) en surface. Les tentatives précédentes avaient été les sous-marins à vapeur de classe K et les grands sous-marins de classe M aux canons de 12 pouces (305 mm). La classe M était des coques de classe K re-motorisées avec des moteurs Diesel et modifiés pour embarquer un unique canon naval de 12 pouces (305 mm) directement en avant du kiosque.
Les plans ont été élaborés à la fin des années 1920 et trois navires ont été construits par Vickers à Barrow-in-Furness : le HMS Thames en 1932, et les HMS Severn et HMS Clyde en 1935. Les deux derniers étaient un peu plus grands que le Thames. Initialement, 20 unités étaient prévues, mais des changements de stratégie et des considérations de coût ont limité la classe à seulement trois bâtiments.
La conception sacrifiait la profondeur de plongée pour réduire le poids et augmenter la vitesse. Les navires avaient une profondeur de plongée de sécurité d’environ 300 pieds (90 m), très inférieure à celle de la classe Odin précédente qui atteignait 500 pieds (150 m). Ils étaient propulsés par deux moteurs diesel délivrant 8 000 ch (6 000 kW). Deux moteurs Ricardo entraînaient des générateurs qui suralimentaient les diesels jusqu’à 10 000 ch (7 500 kW). Cela leur donnait une vitesse en surface de 22 nœuds (41 km/h).

## Engagements
Le HMS Clyde fut mis en service en 1935 et le déclenchement de la Seconde Guerre mondiale l’a trouvé dans la mer Méditerranée avec la 1ère flottille de sous-marins stationnée à Malte.
En septembre 1939, il a été transféré en Afrique de l'Ouest, stationné à Freetown, pour servir d’escorte aux convois, les prémunissant contre les raiders de surface. En janvier 1940, il retourne dans les eaux territoriales et est employé à des patrouilles d’interception en mer du Nord. Cela impliquait la recherche de sous-marins, de raiders de surface et de forceurs de blocus, et il a été actif à ce titre pendant la campagne de Norvège.
Le 13 mai 1940, alors qu’il patrouillait en surface dans les eaux scandinaves, le HMS Clyde rencontra le croiseur auxiliaire allemand Widder, ce qui entraîna un échange de tirs qui dura plus d’une heure, sans aucun coup au but pour les deux côtés. Après l’engagement, le Widder se réfugie à Sandsfjord, en Norvège. En juin de la même année, le HMS Clyde torpille le cuirassé allemand Gneisenau, le frappant à la proue et le forçant à retourner à Trondheim pour des réparations.
En juillet, il coula le bateau de pêche norvégien SF 52 et attaqua plus tard par erreur le sous-marin de classe T HMS Truant, mais sans le toucher.
Par la suite, le HMS Clyde a assuré le même rôle dans le golfe de Gascogne, jusqu’en mai 1941, date à laquelle il a été réaffecté à Gibraltar avec la 8e flottille de sous-marins. Au cours de cette période, il effectue plusieurs patrouilles en Méditerranée occidentale, et il navigue également avec le convoi HG 70 comme escorte océanique. Juin 1941 trouve le HMS Clyde opérant en Méditerranée, où il a coulé les navires marchands italiens San Marco et Sturla, et plus tard le patrouilleur auxiliaire italien V 125 / Giovanni Bottigliere. L’un des compartiments de batteries du sous-marin a été converti en soute et il a effectué neuf voyages pour transporter des fournitures à Malte. En septembre 1941, il a attaqué sans succès trois sous-marins allemands (les U-67, U-68 et U-111) lors d’une action dans la baie de Tarrafal, aux îles du Cap-Vert. Lorsqu’il a plongé, il est accidentellement entré en collision avec l’U-111, laissant ce navire gravement endommagé et obligé de retourner à sa base.
En 1942, le HMS Clyde poursuit ses opérations en Méditerranée, effectuant une série de missions de réapprovisionnement à Malte. En février, il tire deux torpilles sur le HMS Regent. Les deux ont manqué leur cible. Le HMS Regent était en route pour Ponta Delgada aux Açores afin d’y subir des réparations pour les dommages qui lui avaient été causés par une tempête. En janvier 1943, le HMS Clyde est retourné au Royaume-Uni pour un carénage complet, qui l’a éloigné des combats pendant la majeure partie de l’année. Après des essais et un entraînement, le HMS Clyde a été affecté en janvier 1944 à la Eastern Fleet, rejoignant la 2e flottille de sous-marins à Trincomalee en mai 1944. Là, il a participé à des opérations de patrouille et avec la flotte, effectuant plusieurs missions secrètes de débarquement d’agents du Special Operations Executive, notamment l’« Opération Hatch » aux îles Andaman.
En mars 1945, il a enregistré une autre série de victoires contre les Japonais, coulant deux voiliers et le chasseur de sous-marins auxiliaire Kiku Maru. En mai 1945, après avoir effectué 36 patrouilles opérationnelles, le HMS Clyde a été déplacé à Mombasa pour des réparations. Celles-ci ont continué jusqu’en août 1945 et la fin des hostilités avec le Japon, quand il a été transféré en réserve, libérant son équipage à Durban.
Ayant survécu à la Seconde Guerre mondiale, le HMS Clyde est vendu pour démolition le 30 juillet 1946 à Joubert, de Durban.